# Mato Neretljak
Mato Neretljak, hrvaški nogometaš in trener, * 3. junij 1979.
Za hrvaško reprezentanco je odigral 10 uradnih tekem in dosegel en gol.